# Lista de prefeitos de Neópolis
Esta é a lista de prefeitos de Neópolis, município do estado de Sergipe, Brasil.
| Nº | Nome                                             | Imagem                                       | Partido                                | Início do mandato       | Fim do mandato                                      | Observações                                                                                               |
| 1  | Antônio Ataíde                                   |                                              | Partido Social Liberal PSL             | 1º de janeiro de 1910   | 15 de fevereiro de 1911                             | 1º Interventor da cidade, nomeado pelo governador do estado                                               |
| 2  | Antônio Vieira Bastos                            |                                              | Partido Moderador Brasileiro PMB       | 16 de fevereiro de 1911 | 3 de fevereiro de 1912                              | Interventor nomeado pelo governador do estado                                                             |
| 3  | João Torjal                                      |                                              | Partido Moderador Brasileiro PMB       | 4 de fevereiro de 1912  | 2 de fevereiro de 1913                              | Interventor nomeado pelo governador do estado                                                             |
| 4  | Leôncio Guedes Barreto                           |                                              | Partido Moderador Brasileiro PMB       | 3 de fevereiro de 1913  | 28 de janeiro de 1916                               | Interventor nomeado pelo governador do estado                                                             |
| 5  | João Ferreira Cruz                               |                                              | Partido Republicano PR                 | 29 de janeiro de 1916   | 5 de setembro de 1919                               | Intendente eleito indiretamente pela câmara de vereadores                                                 |
| 6  | Agesislau Baptista Martins Soares                |                                              | Partido Republicano PR                 | 6 de setembro de 1919   | 16 de agosto de 1922                                | Intendente eleito indiretamente pela câmara de vereadores                                                 |
| 7  | Pe. Arthur Alfredo Passos                        |                                              | Partido Republicano PR                 | 17 de agosto de 1922    | 29 de setembro de 1925                              | Intendente eleito indiretamente pela câmara de vereadores                                                 |
| 8  | Miguel Monteiro Barbosa                          |                                              | Partido Liberal PL                     | 30 de setembro de 1925  | 21 de fevereiro de 1928                             | Intendente eleito indiretamente pela câmara de vereadores                                                 |
| 9  | Manoel Leite Serra                               |                                              | União Democrática Republicana UDR      | 22 de fevereiro de 1928 | 24 de outubro de 1930                               | Intendente eleito indiretamente pela câmara de vereadores                                                 |
| 10 | Manoel Eleutério de Santana                      |                                              | Partido Social Trabalhista PST         | 25 de outubro de 1930   | 24 de julho de 1935                                 | Prefeito nomeado pela Revolução de 1930                                                                   |
| 11 | Mário Melins                                     |                                              | Partido Social Trabalhista PST         | 25 de julho de 1935     | 20 de outubro de 1938                               | Prefeito nomeado pelo governador do estado                                                                |
| 12 | Cleóbulo Calumby Barreto                         |                                              | Partido Progressista PP                | 21 de outubro de 1938   | 4 de agosto de 1940                                 | Prefeito nomeado pelo governador do estado                                                                |
| 13 | Pe. Arthur Alfredo Passos                        |                                              | Partido Progressista PP                | 5 de agosto de 1940     | 18 de abril de 1941                                 | Prefeito nomeado pelo governador do estado                                                                |
| 14 | José Sales de Campos                             |                                              | Partido Progressista PP                | 19 de abril de 1941     | 13 de abril de 1942                                 | Prefeito nomeado pelo governador do estado                                                                |
| 15 | Dr. Mário Gonçalves                              |                                              | Partido da Ação Nacional PAN           | 14 de abril de 1942     | 31 de março de 1945                                 | Prefeito nomeado pelo governador do estado                                                                |
| —  | Braulio de Aguiar Cardoso                        |                                              | Partido Social Democrático PSD         | 1º de abril de 1945     | 12 de agosto de 1945                                | Prefeito nomeado interinamente pelo governador do estado                                                  |
| 16 | João da Silva Pequeno                            |                                              | Partido Social Democrático PSD         | 13 de agosto de 1945    | 18 de janeiro de 1947                               | Prefeito nomeado pelo governador do estado                                                                |
| —  | Hebe Carvalho de Vasconcelos                     |                                              | Partido Democrático Cristão PDC        | 19 de janeiro de 1947   | 30 de janeiro de 1947                               | Primeira e até o momento a única mulher a assumir o cargo de prefeita no município. Assumiu interinamente |
| 17 | Carity Feitosa                                   |                                              | Partido Social Democrático PSD         | 31 de janeiro de 1947   | 30 de janeiro de 1951                               | Prefeito nomeado pelo governador do estado                                                                |
| 18 | Hildebrando Torres de Souza                      |                                              | Partido Social Democrático PSD         | 31 de janeiro de 1951   | 30 de janeiro de 1955                               | Prefeito eleito diretamente em sufrágio universal                                                         |
| 19 | José Machado Barreto                             |                                              | União Democrática Nacional UDN         | 31 de janeiro de 1955   | 30 de janeiro de 1959                               | Prefeito eleito diretamente em sufrágio universal                                                         |
| 20 | José Barbosa de Lemos                            |                                              | União Democrática Nacional UDN         | 31 de janeiro de 1959   | 30 de janeiro de 1963                               | Prefeito eleito diretamente em sufrágio universal                                                         |
| 21 | Carlos Torres de Souza                           |                                              | Partido Social Progressista PSP        | 31 de janeiro de 1963   | 19 de fevereiro de 1966                             | Prefeito eleito diretamente em sufrágio universal                                                         |
| —  | Amintas Diniz de Aguiar Dantas                   |                                              | Aliança Renovadora Nacional ARENA      | 20 de fevereiro de 1966 | 31 de dezembro de 1966                              | Mandato interino                                                                                          |
| 22 | Sebastião Campos de Jesus Lima                   |                                              | Aliança Renovadora Nacional ARENA      | 1º de janeiro de 1967   | 30 de janeiro de 1971                               | Prefeito eleito diretamente em sufrágio universal                                                         |
| 23 | Amintas Diniz Tojal Dantas                       |                                              | Aliança Renovadora Nacional ARENA      | 31 de janeiro de 1971   | 30 de janeiro de 1973                               | Prefeito nomeado pelo governador do estado                                                                |
| 24 | José Barbosa de Lemos                            |                                              | Aliança Renovadora Nacional ARENA      | 31 de janeiro de 1973   | 31 de janeiro de 1977                               | Prefeito eleito diretamente em sufrágio universal                                                         |
| 25 | Carlos Torres de Souza                           |                                              | Aliança Renovadora Nacional ARENA      | 1º de fevereiro de 1977 | 31 de janeiro de 1983                               | Prefeito eleito diretamente em sufrágio universal                                                         |
| 26 | Sebastião Campos de Jesus Lima                   |                                              | Partido Democrático Social PDS         | 1º de fevereiro de 1983 | 4 de abril de 1986                                  | Prefeito eleito diretamente em sufrágio universal                                                         |
| 27 | Eronildes Gomes do Sacramento                    |                                              | Partido da Frente Liberal PFL          | 5 de abril de 1986      | 31 de dezembro de 1988                              | Vice-prefeito eleito no cargo de titular                                                                  |
| 28 | José Teixeira Alves Filho                        |                                              | Partido Liberal PL                     | 1º de janeiro de 1989   | 31 de dezembro de 1992                              | Prefeito eleito diretamente em sufrágio universal                                                         |
| 29 | Luiz Melo de França                              |                                              | Partido Liberal PL                     | 1º de janeiro de 1993   | 31 de dezembro de 1996                              | Prefeito eleito diretamente em sufrágio universal                                                         |
| 30 | Amintas Diniz Tojal Dantas                       |                                              | Partido da Frente Liberal PFL          | 1º de janeiro de 1997   | 31 de dezembro de 2000                              | Prefeito eleito diretamente em sufrágio universal                                                         |
| 30 | Amintas Diniz Tojal Dantas                       | Partido da Social Democracia Brasileira PSDB | 1º de janeiro de 2001                  | 31 de dezembro de 2008  | Prefeito reeleito diretamente em sufrágio universal | |
| 31 | José Teixeira Alves Filho                        |                                              | Partido Popular Socialista PPS         | 1º de janeiro de 2005   | 3 de abril de 2008                                  | Prefeito eleito diretamente em sufrágio universal, posteriormente renunciou ao cargo.                     |
| 32 | Carlos Roberto Guedes de Souza                   |                                              | Partido da Mobilização Nacional PMN    | 4 de abril de 2008      | 31 de dezembro de 2008                              | Vice-prefeito eleito, assumiu o cargo de prefeito após renúncia do titular                                |
| —  | Carlos Roberto Guedes de Souza                   |                                              | Partido Trabalhista Brasileiro PTB     | 1º de janeiro de 2009   | 20 de maio de 2009                                  | Prefeito reeleito diretamente em sufrágio universal. Mandato cassado pelo TRE-SE                          |
| —  | Felipe Feitosa Barreto                           |                                              | Partido Humanista da Solidariedade PHS | 20 de maio de 2009      | 9 de novembro de 2009                               | Presidente da câmara de vereadores no cargo de prefeito interinamente após afastamento do titular.        |
| 33 | Marcelo Guedes Souza                             |                                              | Partido Trabalhista Brasileiro PTB     | 9 de novembro de 2009   | 31 de dezembro de 2012                              | Prefeito eleito diretamente em sufrágio universal. Eleições suplementares                                 |
| 34 | Amintas Diniz Tojal Dantas                       |                                              | Partido Social Cristão PSC             | 1º de janeiro de 2013   | 31 de dezembro de 2016                              | Prefeito eleito diretamente em sufrágio universal                                                         |
| 35 | Luiz Melo de França                              |                                              | Partido da República PR                | 1º de janeiro de 2017   | 5 de setembro de 2018                               | Prefeito eleito diretamente em sufrágio universal. Mandato cassado pelo TRE-SE                            |
| 36 | Célio Lemos Bezerra, Célio de Zequinha           |                                              | Partido da República PR                | 5 de setembro de 2018   | 31 de dezembro de 2020                              | Presidente da Câmara de vereadores no cargo de prefeito após afastamento do titular                       |
| 36 | Célio Lemos Bezerra, Célio de Zequinha           | Partido Liberal PL                           | 1° de janeiro de 2021                  | 31 de dezembro de 2024  | Prefeito reeleito em sufrágio universal.            | |
| 37 | Allysson Tojal Serra Dantas, Allysson de Amintas |                                              | Partido Social Democrático PSD         | 1° de janeiro de 2025   | Atualidade                                          | Prefeito eleito diretamente em sufrágio universal                                                         |